# Гамільтон Тайґер-Кетс
«Га́мільтон Та́йґер-Кетс» (англ. Hamilton Tigercats) — професійна команда з канадського футболу, розташована в місті Гамільтон у провінції Онтаріо. Команда є членом Східного Дивізіону, Канадської Футбольної ліги.
Домашнім полем для «Гамільтон Тайґеркетс» є Стадіон імені Айвора Вінна.
Команда заснована у 1950 внаслідок злиття команд Гамільтон Тайґерс (англ. Hamilton Tigers) і Гамільтон Флаїнґ Вайлдкетс (англ. Hamilton Flying Wildcats).

## Статистика
Чемпіонат — Східний Дивізіон 18 — 1950, 1952, 1957, 1958, 1959, 1961, 1962, 1963, 1964, 1965, 1967, 1970, 1972, 1980, 1981, 1985, 1989, 1998
Грали в чемпіонаті за Кубок Ґрея:: 29 — 1910 — Тайґерс (програли), 1912 — Алертс (виграли), 1912 — Тайґерс] (виграли), 1915 — Тайґерс (виграли), 1927 — Тайґерс (програли), 1928 — Тайґерс (виграли), 1929 — Тайґерс (виграли), 1932 — Тайґерс (виграли), 1935 — Тайґерс (програли), 1943 — Вайлдкетс (виграли), 1944 — Вайлдкатс (програли), 1953 (виграли), 1957 (виграли), 1958 (програли), 1959 (програли), 1961 (програли), 1962 (програли), 1963 (виграли), 1964 (програли), 1965 (виграли), 1967 (виграли), 1972 (виграли), 1980 (програли), 1984 (програли), 1985 (програли), 1986 (виграли), 1989 (програли), 1998 (програли), 1999 (виграли)
Перемоги на Кубок Ґрея:: 15 (Алертс — 1, Тайґерс — 5, Вайлдкетс — 1, Тайґеркетс — 8)